# Микрометр трубный
Микро́метр трубный — микрометр для измерения толщины стенок
труб. Измерительные поверхности оснащены твердым сплавом. Изготавливаются по ГОСТ 6507-90, а также без данного ГОСТа. Цена деления шкалы барабана — 0,01 мм. Измерительное усилие Н 3-7. Допуск плоскостности измерительных поверхностей микрометра для 1-го класса точности равен 0,6 мкм, для 2-го класса точности равен 1 мкм.

## Обозначение
МТ — обозначение микрометра трубного; буква Н обозначает, что отсчёт производится по шкалам стебля и барабана с нониусом; буква Ц обозначает, что отсчёт производится по электронному цифровому устройству; двузначное число — обозначение конечной величины диапазона, цифра после тире обозначает класс точности.

## Типы и параметры согласно ТУ
|   | Тип*               | Диапазон измерений, мм | Диаметр гладкой части микрометрического винта, мм | Допускаемая погрешность, мкм | Габаритные размеры, мм | Наименьший внутренний диаметр измеряемых труб | Изображение | ГОСТ, ТУ |
| - | ------------------ | ---------------------- | ------------------------------------------------- | ---------------------------- | ---------------------- | --------------------------------------------- | ----------- | -------- |
| 1 | Микрометр МТ15м    | 0-5                    | 6h9                                               |                              | 108×63×20              | 4                                             |             |          |
| 2 | Микрометр МТ25-1   | 0-25                   | 8h9                                               | ±2                           | 118×53×23              | 8                                             |             | 6507-90  |
| 3 | Микрометр МТ25-2   | 0-25                   | 8h9                                               | ±4                           | 118×53×23              | 12                                            |             | 6507-90  |
| 4 | Микрометр МТ Н25   | 0-25                   |                                                   | ±2                           |                        |                                               |             | 6507-90  |
| 5 | Микрометр МТ Ц25-1 | 0-25                   |                                                   | ±2                           |                        |                                               |             | 6507-90  |
| 6 | Микрометр МТ Ц25-2 | 0-25                   |                                                   | ±4                           |                        |                                               |             | 6507-90  |